# Sphenella hessei
Sphenella hessei es una especie de insecto del género Sphenella de la familia Tephritidae del orden Diptera.

## Historia
Munro la describió científicamente por primera vez en el año 1929.